# 内田秀
内田 秀（うちだ しゅう、1996年5月24日 - ）は、日本の女性声優。ジャストプロ所属。
オーストラリア・シドニー出身。Prima Porta及び、虹ヶ咲学園スクールアイドル同好会のメンバー。

## 経歴
2歳から18歳までオーストラリアで暮らしており、本格的に日本に住むようになったのは2014年4月6日。
プロ・フィット声優養成所の卒業生であり、プロ・フィット子会社のリンク・プランに所属していた。
2020年9月30日をもって、相良茉優とともにリンク・プランを退所し、翌10月1日より新規開設したストレイキャッツのアーティストマネジメント部門「CaliCom」に所属。
2021年2月1日、YouTubeチャンネル「内田秀のShuTube(しゅーちゅーぶ)」を開設した。2023年1月23日には本人をモデルとしたバーチャルYouTuberも制作された。キャラクターデザインは藤真拓哉である。
2022年9月30日付でCaliComを退所し、翌10月1日にジャストプロの移籍が発表された。
2023年、第17回声優アワードにて、「虹ヶ咲学園スクールアイドル同好会」として歌唱賞を受賞。

## 人物
趣味は読書、料理、お菓子作り、メイク集め、特技は洋服づくり、英語、大根のすりおろしである。特に英語は、初挑戦のTOEICテスト（TOEIC Listening & Reading Test）で満点の990点を取る実力を持つ。
動物好きであり、特にサモエド好きと公言している。以前はハムスターとサモエドを飼っており、現在はポメラニアンを飼育している。
座右の銘は「Open the door, it may lead you to someplace never expected.」

## 出演
太字はメインキャラクター。

### テレビアニメ
2017年
- アリスと蔵六（クレオ、テレビ、魔女っ娘、店員、敷島羽鳥）

2018年
- Fate/EXTRA Last Encore（少女警官）
- citrus（駅のアナウンス）
- ラーメン大好き小泉さん（車内アナウンス）
- 多田くんは恋をしない（子供、観光客、来賓者）
- ドラえもん（テレビ朝日版第2期）（2018年 - 2021年、さがしものアンテナ、犬、子猫、女の子、クロ 他）
- ラストピリオド -終わりなき螺旋の物語-（ユミル）
- クレヨンしんちゃん（2018年 - 2025年、ミラクルキャット、黒輪くるみ、アナウンス、女子高校生A、ジュ〈2代目〉 他）
- ちおちゃんの通学路（女子、まりな）
- あそびあそばせ（藤原さん）
- 叛逆性ミリオンアーサー（女性客、女の子）

2019年
- BanG Dream!（新入生）
- とある魔術の禁書目録III（ロシア兵パイロット）
- 魔法少女特殊戦あすか（オペレーターC）
- ダンベル何キロ持てる?（プールの客、クリスタル・ガーソン）

2020年
- 地縛少年花子くん（英語のテープ音声）
- 宇崎ちゃんは遊びたい!（学生A)
- アラド:逆転の輪（モー・ショウホウ）
- 100万の命の上に俺は立っている（女子生徒、真木）

2021年
- RE-MAIN（杏奈）
- プラオレ!〜PRIDE OF ORANGE〜（菅原真知子）

2022年
- ラブライブ!虹ヶ咲学園スクールアイドル同好会（ミア・テイラー）
- シャインポスト（ウナ、ファン）

2023年
- にじよん あにめーしょん（2023年 - 2024年、ミア・テイラー） - 2シリーズ
- 「艦これ」いつかあの海で（御蔵、Warspite）
- D4DJ All Mix（ローラ・ブラッドリー）
- テクノロイド オーバーマインド（アナウンサー）

2024年
- HIGHSPEED Étoile（九頭竜明莉 / プリマステラAkari）
- 忍たま乱太郎（猫）
- ちいかわ（グレーの子たち）
- 真夜中ぱんチ（綾）
- パズドラ（2024年 - 2025年、イエロー）
- やり直し令嬢は竜帝陛下を攻略中（ジル・サーヴェル）

2025年
- 完璧すぎて可愛げがないと婚約破棄された聖女は隣国に売られる（グレイス・マーティラス）
- ゲーセン少女と異文化交流（ナレーション、生徒A、クラスメイト〈メガネちゃん〉、漢気ニャンコファイター）

### 劇場アニメ
- クレヨンしんちゃん 新婚旅行ハリケーン 〜失われたひろし〜（2019年、仮面族）
- クレヨンしんちゃん 謎メキ!花の天カス学園 （2021年[27]、切実女子生徒）
- 映画 ラブライブ!虹ヶ咲学園スクールアイドル同好会 完結編（2024年 - 2025年、ミア・テイラー[28][29]） - 全3章[一覧 2]

### OVA
- ラブライブ!虹ヶ咲学園スクールアイドル同好会 NEXT SKY（2023年、ミア・テイラー[30]）

### ゲーム
2016年
- 艦隊これくしょん -艦これ-（2016年 - 2022年、Warspite、Ark Royal、Gambier Bay、御蔵、Perth） - 2作品

2017年
- ことのはアムリラート（ルカ・ローゼン・E）

2018年
- クロノマギア（リーリア）
- シンエンレジスト（友人C、子供時代）

2019年
- いつかのメモラージョ（ルカ・ローゼン・E）
- マギアレコード 魔法少女まどか☆マギカ外伝（2019年 - 2024年、時女静香）
- 東方キャノンボール（今泉影狼)
- アッシュアームズ（T-77 MGMC、BV P.194）

2020年
- ラブライブ! スクールアイドルフェスティバル ALL STARS（2020年 - 2023年、ミア・テイラー）
- タイムリフレイン（フリッグ、ニカ、サラマンダー）

2021年
- ラブライブ! スクールアイドルフェスティバル（2021年 - 2023年、ミア・テイラー）

2022年
- ヘブンバーンズレッド（2022年 - 2025年、七瀬七海）

2023年
- 純潔の魔法少女‐UNTITLED MAGICAL GIRL‐（東條優奈）
- ラブライブ! スクールアイドルフェスティバル2 MIRACLE LIVE!（2023年 - 2024年、ミア・テイラー）
- リバース:1999（ソネット）

2024年
- HIGHSPEED Étoile Paddock Stories（九頭竜明莉 / プリマステラAkari）

2025年
- ラブライブ!虹ヶ咲学園スクールアイドル同好会 トキメキの未来地図（ミア・テイラー）

### ドラマCD
- ヨメクラ（2017年、リア・オーガスト）
- ことのはアムリラート ドラマCD 『おとなの『アン』リラート』（2018年、ルカ・ローゼン・E）
- ことのはアムリラート ドラマCD 『どこでも アンリラート』（2018年、ルカ・ローゼン・E）
- メイドインドリーム〜姫様とメイドの甘々生活〜 （2021年、シーナ・プブレリウム）

### デジタルコミック
- 行進子犬に恋文を（2019年、愛船三春）
- にじよん シーズン4（2021年、ミア・テイラー）

### 吹き替え

#### 映画
- ホワイト・ノイズ（2022年、デニース〈ラフィー・キャシディ〉）
- プロジェクトX-トラクション（2023年）
- ジュラシック・ワールド（2025年、女友達[47]）※ザ・シネマ版

#### ドラマ
- ウェンズデー（2022年）

### ラジオ
※はインターネット配信。
- Lumina Charisのルミカリキュラム!（2017年 - 2020年、HiBiKi Radio Station※）[48]
- ラジオ「ことのはアムリラート」〜ユリ百合ユリアーモ!〜（2017年、音泉※）[49]
- 超!A&G+マンスリースペシャル 内田秀のみんなが居るから寂しゅうございません!（2023年4月、超!A&G+※・YouTube※）
- ラブライブ!虹ヶ咲学園 ～にじちず放送室～（2024年 - 、HiBiKi Radio Station※）[50]

### Web配信番組
- 内田秀のIt's 秀 Time!（2019年 - 2020年、ニコニコ生放送・YouTube）
- 内田秀のカフェでちょっとお話しませんか？（2021年 - 2023年、ニコニコ生放送）[51]

### テレビ
- アニソン!プレミアム! (2019年 - 2021年、NHK BSプレミアム) - アシスタント[52]

### ナレーション
- Megalith IT Alliance 会社案内（2016年 - ）[53][54]
- C3 AFA Singapore 2018（ナレーション）
- アニソン!プレミアム! ナレーション（2019年4月21日放送）[55]

### ポッドキャスト
- Trash Taste Season 2 #58[56]
- ProZD Episode 52[57], 75[58]

### 朗読劇
- 江戸川乱歩 名作朗読劇『少年探偵団』（2024年、明智文代 他[59][60]）
- 音楽朗読劇『仮面の男』〜アレクサンドル・デュマ・ペール『ダルタルニャン物語』より〜（2025年、フィリップ 他[61][62]）

### その他
- ボクカワウソ（デザイン）
- 英単語学習アプリ『Reiの英単語』（2021年、英語担当[63]）

## ディスコグラフィ

### キャラクターソング
| 発売日        | 商品名                                                                | 歌                      | 楽曲           | 備考                                                     |
| ------------- | --------------------------------------------------------------------- | ----------------------- | -------------- | -------------------------------------------------------- |
| 2018年5月31日 | 艦隊これくしょん -艦これ- 艦娘想歌【伍】月夜海                        | 秋刀魚祭り四人衆        | 「月夜海」     | ゲーム『艦隊これくしょん -艦これ-』関連曲                |
| 2018年5月31日 | 艦隊これくしょん -艦これ- 艦娘想歌【伍】月夜海 【秋刀魚祭り四人衆】盤 | 戦艦 Warspite（内田秀） | 「月夜海」     | ゲーム『艦隊これくしょん -艦これ-』関連曲                |
| 2021年8月25日 | 「マギアレコード魔法少女まどか☆マギカ外伝」Music Collection 2         | 時女一族                | 「山茶花の跡」 | ゲーム『マギアレコード 魔法少女まどか☆マギカ外伝』関連曲 |

### シリーズ一覧
1. ↑  第1期（2023年）、第2期『2』（2024年）
2. ↑  第1章（2024年）、第2章（2025年）
3. ↑  『艦これ』（2016年 - 2022年）、『艦これアーケード』（2019年 - 2020年）

### 初出話一覧
1. 1 2 3  第1話初出
2. ↑  32シリーズ 第25話初出
3. ↑  第188話初出
4. 1 2  第4話初出
5. ↑  第339話初出
6. ↑  第322話初出
7. ↑  第5話初出
8. ↑  第2話初出
9. ↑  第3話初出

### ユニットメンバー
1. ↑  涼月（藤田咲）、矢矧（山田悠希）、村雨（タニベユミ）、Warspite（内田秀）
2. ↑  時女静香（内田秀）、広江ちはる（相良茉優）、土岐すなお（大西亜玖璃）